# Main-Werra-Radweg
De Main-Werra-Radweg (Main-Werrafietsroute) is een langeafstandsfietsroute in Duitsland. De route verbindt de rivierdalen van de Main en de Werra. Het traject is bewegwijzerd in twee richtingen.

## Traject
De route start in Schweinfurt aan de rivier de Main. Hier kan de Mainradweg worden opgepakt, evenals de EuroVelo EV4 Midden-Europaroute.
De route maakt gebruik van het dal van het riviertje Laer die door de gemeente Laer stroomt. Ook voert de route door het dal van het riviertje Streu. De route loopt op de grens van de Rhön en het Thüringerwoud.
In eindpunt Meiningen is er een aansluiting met de Werratal-Radweg.

## Aansluitingen met Europese routes
- In Schweinfurt kan worden aangesloten op de EuroVelo EV4 Midden-Europaroute.

## Aansluitingen met andere LF- of icoonroutes
- In Schweinfurt kan worden aangesloten op de Mainradweg.
- In Meiningen kan worden aangesloten op de Werratal-Radweg.

## Aansluitingen met regionale routes
- Op elk willekeurig punt kan gebruik worden gemaakt van het fietsroutenetwerk ter plaatse.